# IPAモナーフォント
IPAモナーフォントとは、無償で配布されているフォントの1つである。

## 特徴
IPAモナーフォントは、情報処理推進機構(IPA)が無償配布しているIPAフォントを元に、マイクロソフトWindowsの標準搭載日本語フォントであるＭＳ 明朝、ＭＳ ゴシックフォントファミリの文字幅や高さに合わせて改変、作成されている。
LinuxOSなどでの使用を前提に作られているが、TrueType形式のフォントであるので、WindowsやmacOSなどのTrueTypeフォントをサポートしているプラットフォームであれば使用することができる。
作成当初は匿名掲示板2ちゃんねるで用いられる「ＭＳ Ｐゴシック」で見ることを前提に作られたアスキーアートをWindows以外のプラットフォームでも違和感無く見るために作られたが、Windows標準搭載フォントの使用を前提にしたMicrosoft WordドキュメントをOpenOffice.orgWriterなどで開く際に用いるとレイアウトのズレなども軽減されるので、Ubuntu日本語ローカライズ版に8.04までは標準搭載されていた。しかし、Ubuntu 8.10-9.10の間は標準搭載ではなくなり、VLゴシックフォントファミリが標準となった。経緯はIPAフォントを参照。その後、Ubuntu10.04からはIPAフォントから派生したTakaoフォントが標準搭載になった。
IPAモナーフォントはIPAフォントを中心に作成されているが、足りない部分についてはさざなみフォント・モナーフォント・M+FONTSを用いて補完・作成されているので、改変や再配布についてはライセンスの注意が必要である。また、IPAフォントでカバーされているCJK互換漢字はカバーされていない。なお、字形はJIS X 0208のものが使用されている。

## 種類
ＭＳ 明朝・ＭＳ ゴシックのフォントファミリに合わせて次の5つの書体がある（括弧内は英語環境での表記）。
- IPAモナー明朝 (IPAMonaMincho) ……固定幅フォント。「ＭＳ 明朝」に対応。
- IPA モナー P 明朝 (IPAMonaPMincho) ……可変幅フォント。「ＭＳ Ｐ明朝」に対応。
- IPA モナー ゴシック (IPAMonaGothic) ……固定幅フォント。「ＭＳ ゴシック」に対応。
- IPAモナーPゴシック (IPAMonaPGothic) ……可変幅フォント。「ＭＳ Ｐゴシック」に対応。
- IPA モナー UI ゴシック (IPAMonaUIGothic) ……可変幅フォント。「MS UI Gothic」に対応。

## 経緯
先にモナーフォントが開発された経緯については、関連項目を参照のこと。2ちゃんねる発祥ということもあり、作者への質問・要望等も2ちゃんねるの当該スレッドで行われている。
2007年10月現在、モナーフォントは開発中止の状態であり、別プロジェクトとしてこのIPAモナーフォントが開発されたが、上記のIPAフォントのライセンス問題などによって開発ペースはスローダウンしている。